# Shahrestān di Kiar
Lo shahrestān di Kiar (farsi شهرستان کیار) è uno dei 7 shahrestān della provincia di Chahar Mahal e Bakhtiari, in Iran. Il capoluogo è Shalamzar.